# Sıla Şahin
Sıla Şahin (Spandau, Berlín, 3 de diciembre de 1985) es una actriz alemana de ascendencia turca, conocida por su papel de Ayla Özgül en la serie de televisión Gute Zeiten, schlechte Zeiten.

## Biografía
Sıla Şahin nació en Spandau, Berlín, el 3 de diciembre de 1985, hija de una familia de origen turco-kurdo. De padre actor, vive en Charlottenburg. Modelo y actriz, tiene una altura de 171 cm. y habla cuatro lenguas: alemán, kurdo, turco e inglés.

## Trayectoria

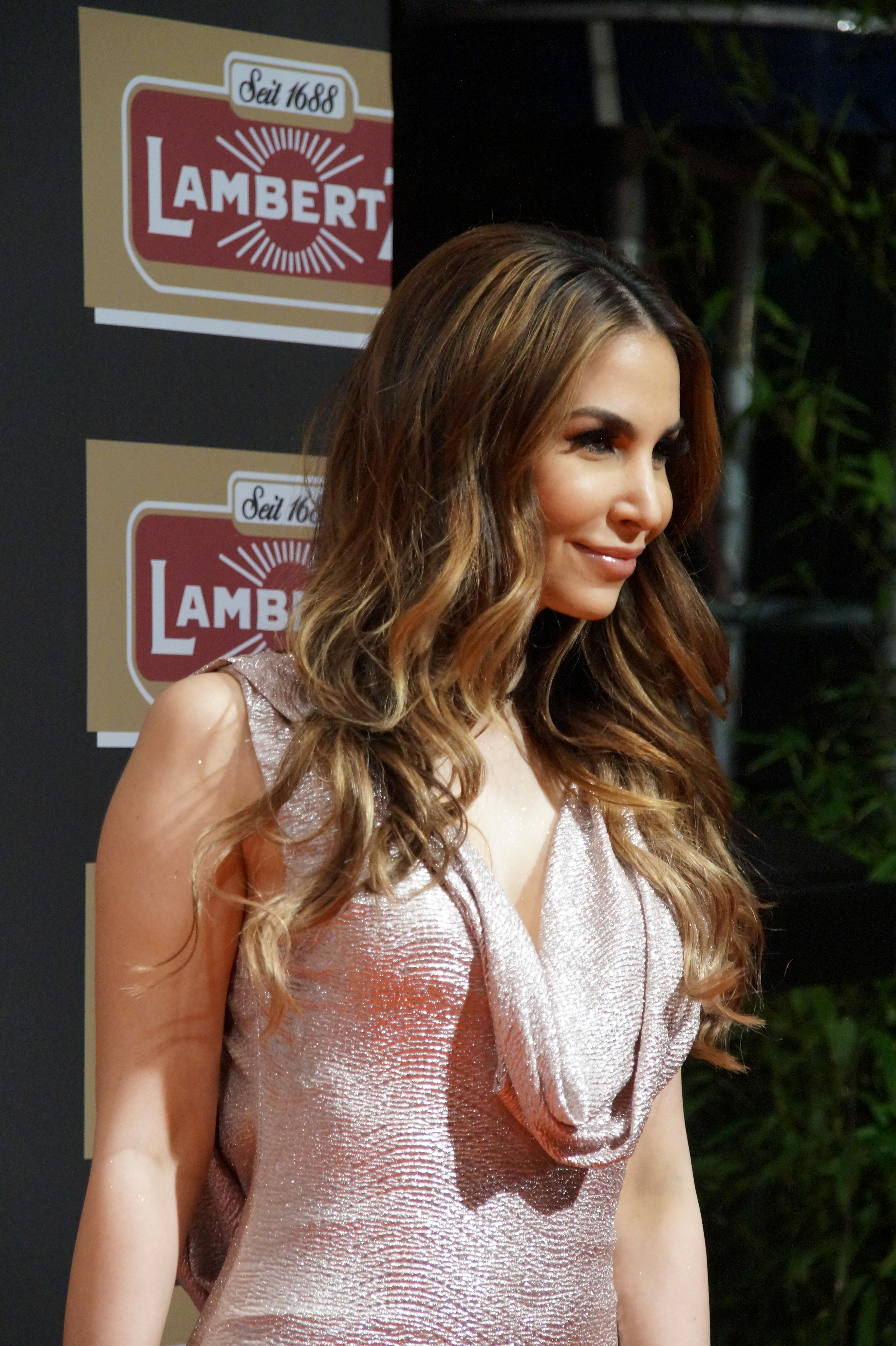
Sila Şahin en 2016.

Şahin lució como modelo en la edición alemana de la revista Playboy en mayo de 2011, siendo la primera mujer turca que aparecía en la portada de esta revista. La decisión decepcionó a los miembros más conservadores de su familia. Musulmanes de todo el mundo reaccionaron negativamente con correos y páginas web, mientras que la escritora musulmana indo-estadounidense Asra Nomani le escribió sobre el concepto islámico del awrah, y a otras mujeres musulmanas incluyéndose en ella misma, concluyendo con un mensaje de esperanza para «encontrar el punto medio» entre moral tradicional y evolutiva. En una entrevista publicada en ese número de la revista, Şahin tildó su acto de revolucionario y como una obra de liberación. por su parte, Florian Boitin, editor jefe de la edición alemana de Playboy, explicó que Sıla Şahin no era musulmana practicante, que su padre no pertenece a religión alguna y su madre es cristiana.